# .in
.in je internetová národní doména nejvyššího řádu pro Indii.

## Vyhrazené domény 2. řádu
- .in Dostupný všem
- .co.in Banky, ochranné známky…
- .firm.in Obchody
- .net.in Poskytovatelé internetu
- .org.in Neziskové organizace
- .gen.in Různorodé
- .ind.in Jednotlivci

- .ac.in Akademické instituce
- .edu.in Vzdělávací instituce
- .res.in Vědecké instituce
- .gov.in Vláda
- .mil.in Indická armáda